# NGC 685
NGC 685 је спирална галаксија у сазвежђу Еридан која се налази на NGC листи објеката дубоког неба.
Деклинација објекта је - 52° 45' 43" а ректасцензија 1h 47m 42,8s. Привидна величина (магнитуда) објекта NGC 685 износи 11,2 а фотографска магнитуда 11,9. Налази се на удаљености од 15,2000 милиона парсека од Сунца. NGC 685 је још познат и под ознакама ESO 152-24, AM 0145-530, IRAS 01458-5300, PGC 6581.